# Carl Johan Bergman (skidskytt)
Carl Johan Bergman, född 14 mars 1978 i Bergsäng i Ekshärads församling i Hagfors kommun, är en svensk före detta skidskytt.
Bergmans tränare var Jonas Johansson, som efterträdde Wolfgang Pichler som tränare för svenska herrlandslaget. Bergman är sedan augusti 2010 gift med den norska skidskytten Liv-Kjersti Eikeland. De har en dotter född 2012. Familjen bor i Lillehammer.

## Världscupen
I världscupen har Bergman stått på prispallen individuellt tio gånger. Första gången var på jaktstarten i Fort Kent 2004 där han kom tvåa. Sin första seger tog han 16 mars 2006 i sprinten i Kontiolax. Hans andra seger kom den 2 december 2011 i sprinten i Östersund och en vecka senare kom den tredje, även den i sprint, i österrikiska Hochfilzen. Han har även tre segrar i stafett. I totalcupen 2008/2009 slutade han på åttonde plats, vilket är hans bästa resultat i totalcupen..
Han avslutade sin skidskyttekarriär den 23 mars 2014 efter 13 säsonger som aktiv i landslaget .

### Segrar individuellt
| Datum           | Plats      | Land      | Disciplin |
| --------------- | ---------- | --------- | --------- |
| 16 mars 2006    | Kontiolax  | Finland   | Sprint    |
| 2 december 2011 | Östersund  | Sverige   | Sprint    |
| 9 december 2011 | Hochfilzen | Österrike | Sprint    |

### Segrar i stafett
| Datum            | Plats     | Land      | Disciplin  |
| ---------------- | --------- | --------- | ---------- |
| 6 januari 2005   | Oberhof   | Tyskland  | Stafett    |
| 15 mars 2009     | Vancouver | Kanada    | Stafett    |
| 19 december 2010 | Pokljuka  | Slovenien | Mixstafett |

## Världsmästerskap
Carl Johan Bergman har deltagit i världsmästerskap sedan 2001. I stafetter har han totalt 13 topp-tio-placeringar, däribland sina tre medaljer i mixstafett – guldet från Antholz 2007 med Helena Jonsson, Anna Carin Olofsson och Björn Ferry, silvret från Pyeongchang 2009 med Helena Jonsson, Anna Carin Olofsson-Zidek och David Ekholm och bronset från Chanty-Mansijsk 2010 med Helena Ekholm, Olofsson-Zidek och Ferry.

### VM 2012
Bergman tog sin första individuella mästerskapsmedalj under VM i Ruhpolding 2012 när han tog tredje platsen i sprintloppet den 3 mars. Dagen därpå tog han sin andra mästerskapsmedalj genom att ta andra plats i jaktstarten. 6 mars lämnade han VM och åkte hem till Norge i samband med dotterns födsel. Han avstod därmed distansloppet. 9 mars var han tillbaka i VM och åkte tredje sträckan i stafetten. Han blev sedan 6:a i masstarten, VM:s sista lopp, där Björn Ferry tog silver och Fredrik Lindström brons.

## Olympiska spel
Bergman har deltagit i fyra olympiska spel, 2002, 2006,  2010 och 2014.  I olympiska sammanhang har han två fjärdeplatser i stafett som bästa meriter, 2006 och 2010. Individuellt har han varit som bäst 19:e, i jaktstarten 2010.

## Övrigt
Bergman vann skidskyttetävlingen World Team Challenge 2011 tillsammans med Kaisa Mäkäräinen från Finland.